# روبن شاهوردیان
روبن ایساهاکی شاهوردیان (ارمنی: Ռուբեն Իսահակի Շահվերդյան؛ زاده ۱۳ نوامبر ۱۹۰۰ - درگذشته ۱۴ اوت ۱۹۷۶) نقاش، سفالگر اهل ارمنستان بود.

## زندگی‌نامه
وی در ۲۶ نوامبر [سبک قدیمی: ۱۳ نوامبر] ۱۹۰۰ در سیغناغی در به دنیا آمد . یغیشه تادئوسیان استاد وی بود.   وی همچنین برنده جوایزی همچون نقاش مردمی ارمنستان شوروی (۱۹۶۷) شد. وی در ۱۴ اوت ۱۹۷۶ درسن ۷۵ سالگی در ایروان درگذشت.